# Branda Castiglioni (Bischof)
Branda Castiglioni (* um 1415 In Mailand; † 16. Juli 1487 in Rom) war ein italienischer Kleriker aus der Mailänder Familie Castiglioni, Diplomat und Bischof von Como.

## Leben
Branda war Sohn des Giacomo und dessen Ehefrau Orsina geborene Castiglioni; er wurde als Sohn einer adligen und mächtigen Familie geboren und schlug schon früh eine kirchliche Laufbahn ein, da die Familie mehrere Bischöfe hervorgebracht hatte, darunter auch seinen Großonkel, Kardinal Branda Castiglioni. Er promovierte in Rechtswissenschaft und zeichnete sich durch seine Beredsamkeit aus; er wurde in die Normandie versetzt, weil er von seinem Onkel Zanone Castiglioni, Bischof der Bayeux, berufen wurde, und wurde 1439 Stellvertreter des dortigen Kapitels. Danach war er Archidiakon des Bistums Coutances, deren Diözese von Giovanni Castiglione, einem anderen seiner Verwandten, geleitet wurde.
Branda nahm am 13. Oktober 1439 an einer Synode in Bayeux teil. Im Oktober 1456 wird er als conseiller-clerc im Parlament (Echiquier) von Rouen erwähnt. Nach seiner Rückkehr nach Italien ernannte ihn Papst Paul II. mit einer Bulle vom 8. Oktober 1466 zum Bischof. Am 19. Oktober 1466 von Kardinal Guillaume d’Estouteville zum Bischof geweiht, nahm er die Diözese vor dem 1. Dezember 1466 in Besitz. Er hatte keinen königlichen Wohnsitz in seiner Diözese, und viele Angelegenheiten führte er von Mailand aus. Während seiner Abwesenheit übertrug er päpstliche Aufgaben an seine Koadjutoren wie Paganino, Titularbischof von Dulcigno (Dalmatien), Antonio Caccia, Titularbischof von Salona (Erzbistum Split-Makarska) und Rolando, Titularbischof von Antaradus (Syrien).
Die Herzöge von Mailand konnten von seinen juristischen Kenntnissen profitieren. Am 5. Januar 1469 ernannte ihn Galeazzo Maria Sforza zum Berater des geheimen herzoglichen Senats. Im Sommer desselben Jahres erholte er sich in den Thermen von Bormio von einer schweren Krankheit. Als Gesandter des Herzogs von Mailand verhandelte er mit Ludwig XI. über die Erneuerung des Bündnisses. Am 5. Juli 1475 schenkte ihm der Papst auf Bitten des Herzogs die reiche Abtei von Morimondo als Belohnung. Dieses Zugeständnis zog den Zorn seines Gegners Gian Andrea Lampugnani auf sich, der Galeazzo Maria am 26. Dezember 1476 in der Kirche von Santo Stefano tötete. Branda wurde Mitglied des Regentschaftsrates von Gian Galeazzo Sforza und 1478 Statthalter von Genua, wo ein Aufstand ihn zwang, sich in der Festung einzuschließen. Im Herbst 1480 reiste er im Auftrag des Herzogs nach Rom, um ein Bündnis gegen die Türken auszuhandeln, das jedoch nicht zustande kam. Im April 1484 ernannte ihn Papst Sixtus IV. zum Legaten der päpstlichen Flotte, die in der Nähe von Korčula in einen Hinterhalt gegen die Venezianer geraten und besiegt worden war. Papst Innozenz VIII., der ihn als Redner des Herzogs kennengelernt hatte, muss ihn im Mai 1487 zum Kardinal ernannt haben, in Anerkennung all seiner Verdienste um die Kirche. Branda starb jedoch, bevor ihm der Purpur verliehen wurde, und wurde in Rom im Petersdom beigesetzt.
Ihm sind die Fresken im Oratorium des Collegio Castiglioni in Pavia zu verdanken, die im Jahr 1475 ausgeführt wurden.